# Physikzentrum Bad Honnef

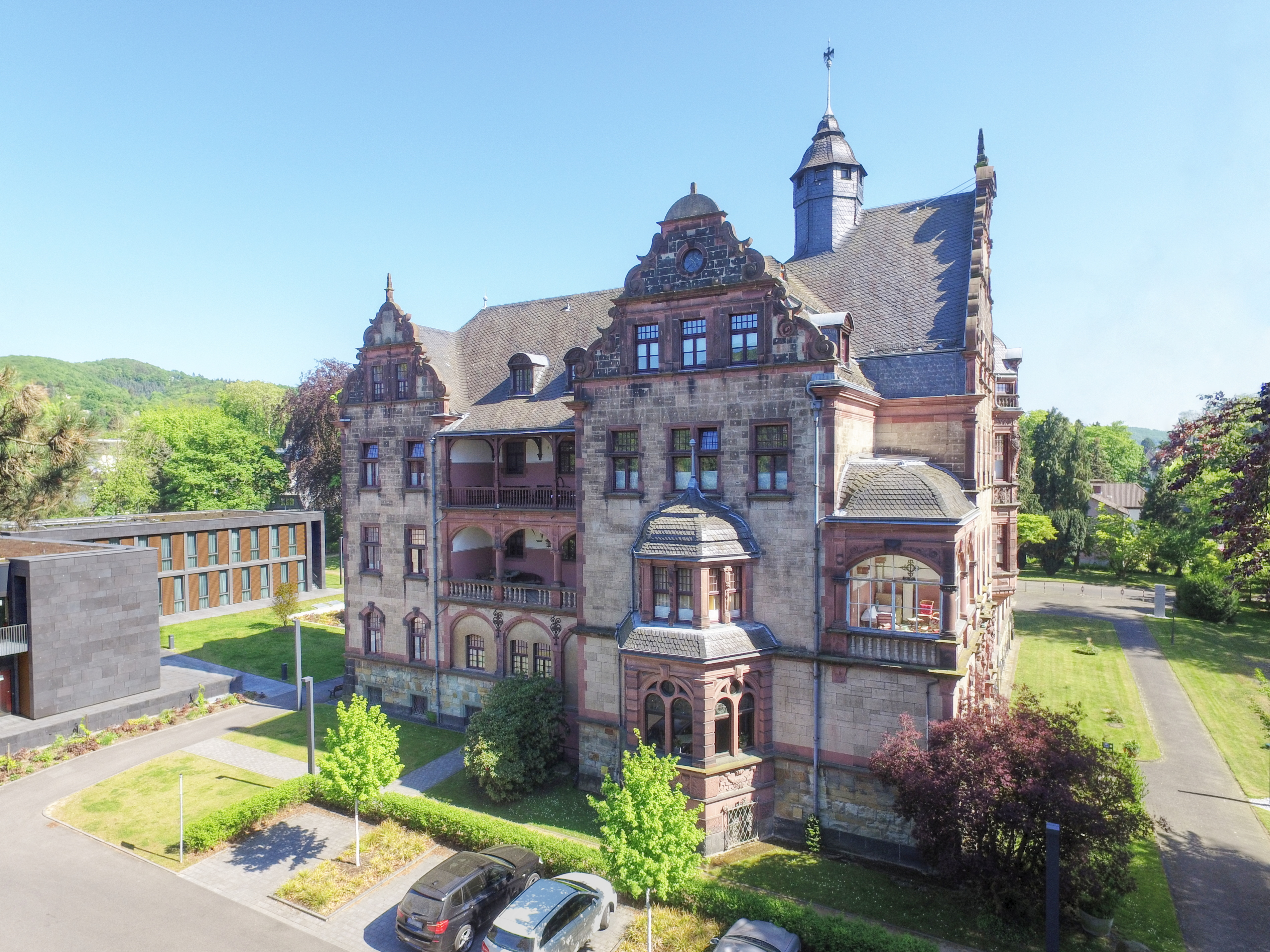
Hölterhoffstift, Hauptgebäude des Physikzentrums (2018)

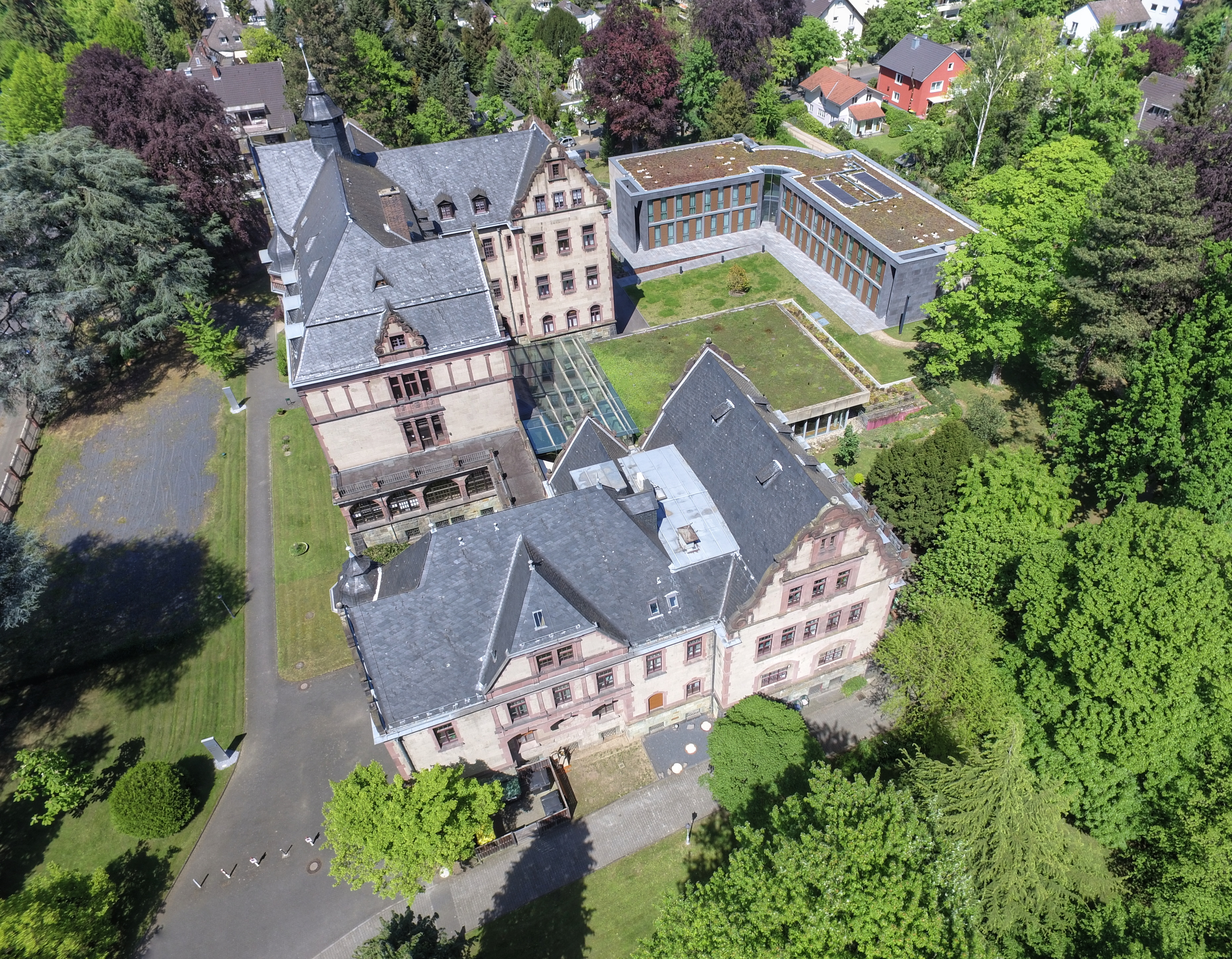
Physikzentrum, Luftaufnahme (2018)

Das Physikzentrum Bad Honnef (PBH) ist der Sitz der Deutschen Physikalischen Gesellschaft (DPG) und der Gesellschaft Deutscher Naturforscher und Ärzte (GDNÄ) in Bad Honnef bei Bonn. Bekannt ist es vor allem als Ort zahlreicher Fachtagungen und sonstiger Veranstaltungen. Das Hauptgebäude, das sog. Hölterhoffstift aus dem Jahre 1906, steht als Baudenkmal unter Denkmalschutz.

## Lage
Das Physikzentrum befindet sich an der Hauptstraße (Hausnummer 5) Ecke Meßbeuel, etwa auf halber Strecke zwischen Rhöndorf und der Stadtmitte. Gegenüber liegt das Parkgelände um die ehemalige Burg Reitersdorf, an dessen Südrand sich an der Hauptstraße das Edelhoff-Stift befindet.

## Geschichte

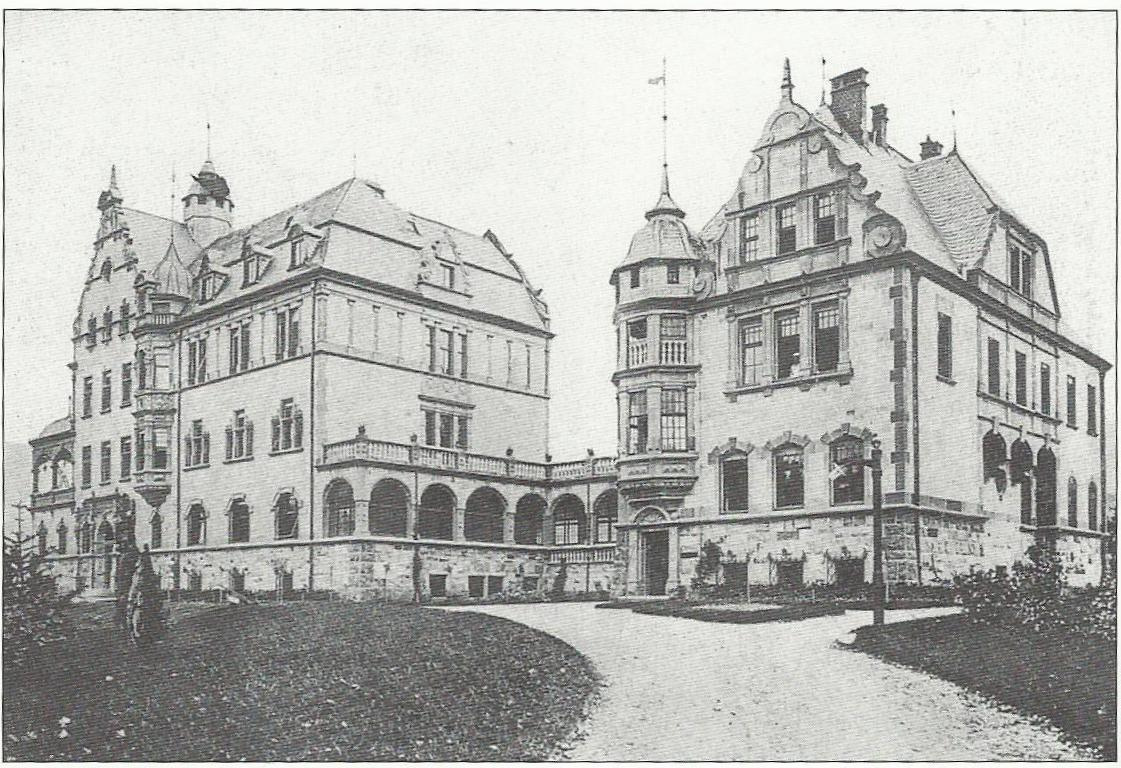
Hölterhoffstift (um 1910)

### Hölterhoffstift
Das Gebäude des heutigen Physikzentrums geht zurück auf eine Stiftung des verstorbenen Honnefer Kaufmanns Otto Hölterhoff (* 1838) auf Wunsch seiner Frau Dorothea Elisabeth „Elly“ geborene Böcking (* 1840) im Jahre 1897. Das Vermögen des kinderlosen Ehepaares wurde der Universität Bonn übertragen. Die somit entstandene „Elly-Hölterhoff-Böcking-Stiftung“ sollte zur Errichtung eines evangelischen Damenstiftes verwendet werden. Für das Stiftsgebäude nebst Küchen- und Gärtnerhaus wurde 1902 ein Architektenwettbewerb ausgerichtet, im Zuge dessen unter 64 eingereichten Entwürfen 14 zur engeren und fünf zur engsten Wahl gestellt wurden. Den ersten Preis erhielt der Entwurf Letzte Rose des Berliner Architekten Gustav Jänicke, nach dem das Gebäude schließlich ab 1904 (Grundsteinlegung am 2. August) bei Kosten von 1,5 Millionen Goldmark entstand; mit der Ausführung waren neben dem Bonner Universitätsbaubeamten Norbert Schulze die ortsansässigen Architekten Ottomar Stein und J. F. Happ betraut und zudem das Godesberger Bauunternehmen Theodor Wilhelm Düren beteiligt. Die Fertigstellung erfolgte zur Einweihung des Stifts am 20. Dezember 1906, 1908/1909 wurde ein südlicher Flügel einschließlich eingeschossigem Verbindungstrakt angebaut. Ins Stift aufgenommen wurden unverheiratete Frauen „höheren Standes“ im Alter von 30 bis 40 Jahren. Bis zu zwölf von ihnen sollte die Einrichtung aufnehmen, tatsächlich wurden es nie mehr als acht. Für Mädchen aus dem Bürgertum unterhielten sie hier von 1914 bis 1936 eine Haushaltsschule mit Lehrküchen, Textilunterricht und ähnlichen Angeboten. Ab 1926 wurde auch das Frauenlehrjahr angeboten, ab 1928 fungierte die Schule als Wirtschaftliche Frauenschule und war dem Reifensteiner Verband angeschlossen. 
Im Ersten Weltkrieg diente das Hölterhoffstift zeitweise als Lazarett. 1939 wurde die Schule geschlossen und das Gebäude anschließend als Seniorenheim genutzt, jedoch bereits 1940 von der Wehrmacht belegt. Nach Kriegsende diente es als Flüchtlingsunterkunft. Ab 1947 wurde es wieder von der Universität genutzt. Zeitweise war die Ansiedlung eines Institutes für Weinbau geplant, später fanden hier vereinzelt Sprachkurse und andere Veranstaltungen statt. Hauptsächlich wurde das Gebäude jedoch bis in die 1970er-Jahre als Altersheim für Professorenwitwen genutzt.

### Physikzentrum Bad Honnef
Am 12. Juni 1976 wurde im Hölterhoffstift das Physikzentrum Bad Honnef in Trägerschaft der DPG eröffnet. Die Anzahl der Veranstaltungen stieg schnell an. 1980 schloss die Universität Bonn als Eigentümerin einen Nutzungsvertrag mit der DPG ab. Im selben Jahr wurden die Fassade und die Bedachung erneuert und saniert. Am 5. Oktober 1984 erfolgte die Eintragung des Gebäudes in die Denkmalliste der Stadt Bad Honnef.
2003 erfolgte aus Mitteln der DPG, der Wilhelm und Else Heraeus-Stiftung, des Landes Nordrhein-Westfalen und der VolkswagenStiftung der Anbau eines modernen Hörsaals. Im April 2010 wurde mit einer umfangreichen Sanierung des Stiftsgebäudes während laufenden Betriebes bei Kosten von 4,2 Millionen Euro begonnen. Ziele der Sanierung waren die Anhebung des Standards der Gästezimmer, die Herstellung von Barrierefreiheit (Einbau eines Aufzugs), eine Ergänzung des Brandschutzkonzepts sowie die energetische Sanierung. Im Mai 2012 wurde das restaurierte Kellergewölbe, das als „Begegnungsstätte“ dient, eingeweiht. Im November 2012 war die Sanierung abgeschlossen. Von September 2014 bis November 2015 ließ die DPG auf dem Grundstück zum Meßbeuel hin ein neues Gästehaus mit darunterliegender Tiefgarage errichten; die Baukosten in Höhe von 5,7 Millionen Euro übernahm die Wilhelm und Else Heraeus-Stiftung.

## Architektur

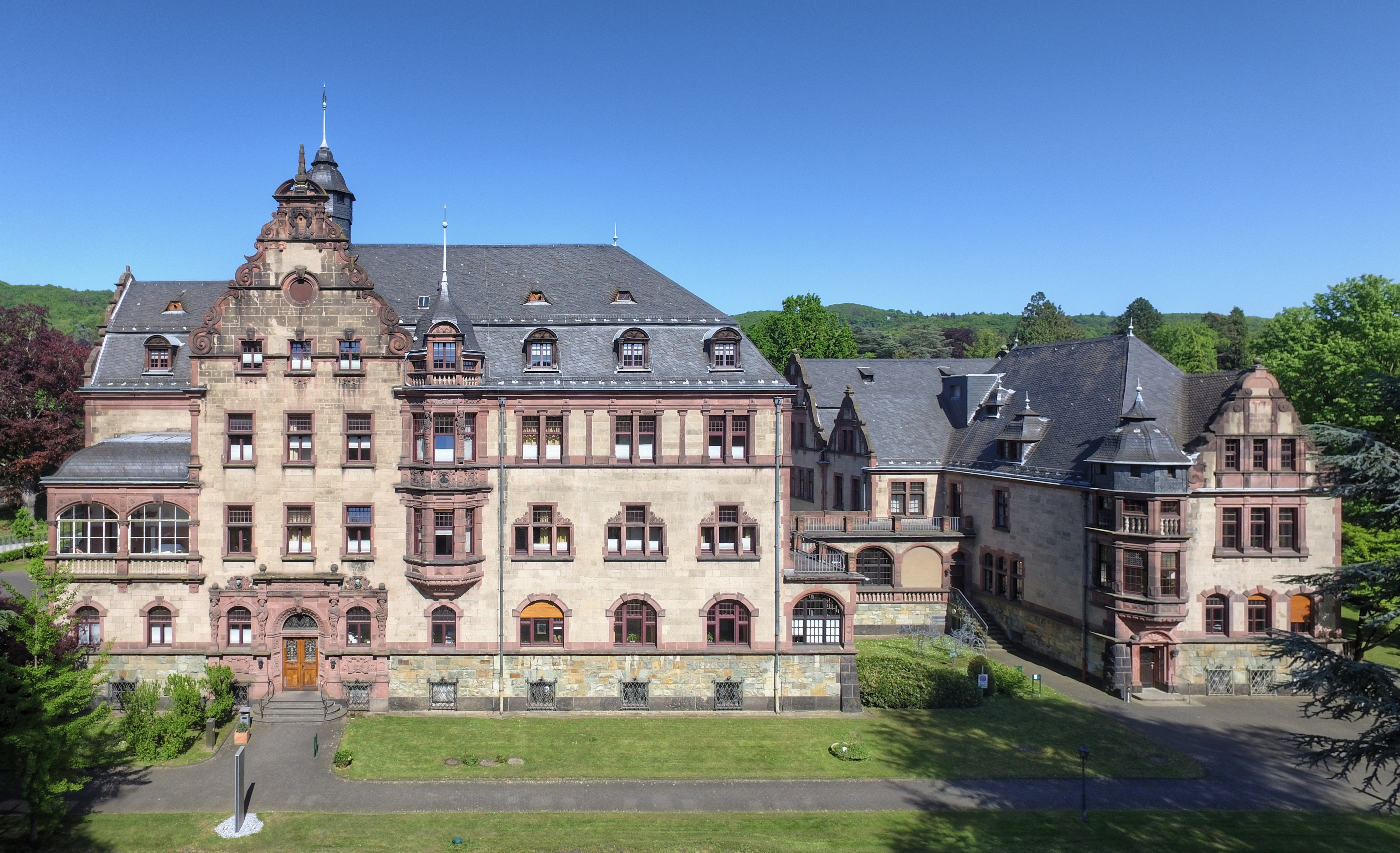
Frontansicht des Hölterhoffstifts

Das schlossartige Anwesen gliedert sich in einen nördlichen Hauptbau und einen südlichen sowie kleineren, sog. „Schulflügel“ und weist einen L-förmigen Grundriss auf. Es besitzt, besonders an der Westfront, eine Vielzahl an Giebeln, Erkern und Portalen aus rotem Sandstein. Das Gebäude lässt sich stilistisch der deutschen Renaissance oder der Spätrenaissance zurechnen. Der Großteil ist im Zustand der Jahrhundertwende belassen, die Innenräume sind mit Stuck, Marmor und Fliesen ausgestattet. Manches hiervon kam erst in den letzten Jahren wieder unter neueren Verkleidungen zum Vorschein. Der Hörsaal-Anbau ist eine moderne Konstruktion mit großen Glasflächen. Im Park des Physikzentrums stehen neben dem dreieinhalbgeschossigen Hauptbau und dem zweieinhalbgeschossigen Schulflügel drei weitere Gebäude: ein Gärtnerhaus, ein Stallgebäude – beide in Massivbauweise errichtet – sowie ein Gästehaus.

## Heutige Nutzung
Die DPG veranstaltet im Physikzentrum eine Vielzahl von Tagungen, Kongressen und Seminaren. Hinzu kommen Sommerschulen für Studentinnen und Studenten, Fortbildungsveranstaltungen für Lehrkräfte, Gutachterausschüsse und andere Ereignisse. Das Haupthaus bietet auch Übernachtungsmöglichkeiten: es stehen 21 Einzel- und 32 Doppelzimmer zur Verfügung. Hinzu kommt ein Gästehaus mit 40 Einzelzimmern. Der Wilhelm-und-Else-Heraeus-Hörsaal, benannt nach Wilhelm Heinrich Heraeus und seiner Frau, fasst 100–150 Personen, außerdem gibt es noch kleinere Hörsäle für 60 und 30 Personen. Sowohl die Deutsche Physikalische Gesellschaft als auch die Gesellschaft Deutscher Naturforscher und Ärzte und die Elly Hölterhoff-Böcking-Stiftung der Universität Bonn haben hier ihren Sitz.
Das Physikzentrum ist ferner eine Nebenstelle des Standesamts Bad Honnef; als Trauzimmer genutzt werden die Bibliothek, der Wintergarten, der Heraeusraum oder ein Seminarraum.